# Alxasava
Alxasava è un comune dell'Azerbaigian situato nel distretto di Göyçay. Conta una popolazione di 780 abitanti.